# غالب مطلق
غالِب عبد الله مُسْعِد مُطْلَق سياسي يمني عين في منصب «وزير دولة» في حكومة خالد بحاح بتاريخ 7 نوفمبر 2014م ، وكان عضو لمؤتمر الحوار الوطني اليمني، وظل في منصبه حتى قدمت حكومة خالد بحاح استقالتها في 22 يناير 2015م بعد استيلاء حركة أنصار الله الحوثيين على السلطة الذي قام به الحوثيون.
شارك غالب مطلق في مؤتمر جنيف بشأن اليمن الذي عقد في يونيو 2015م ضمن وفد حركة أنصار الله الحوثيون والمواليين لعلي عبد الله صالح.